# Amtliche Materialprüfungsanstalt der Freien Hansestadt Bremen

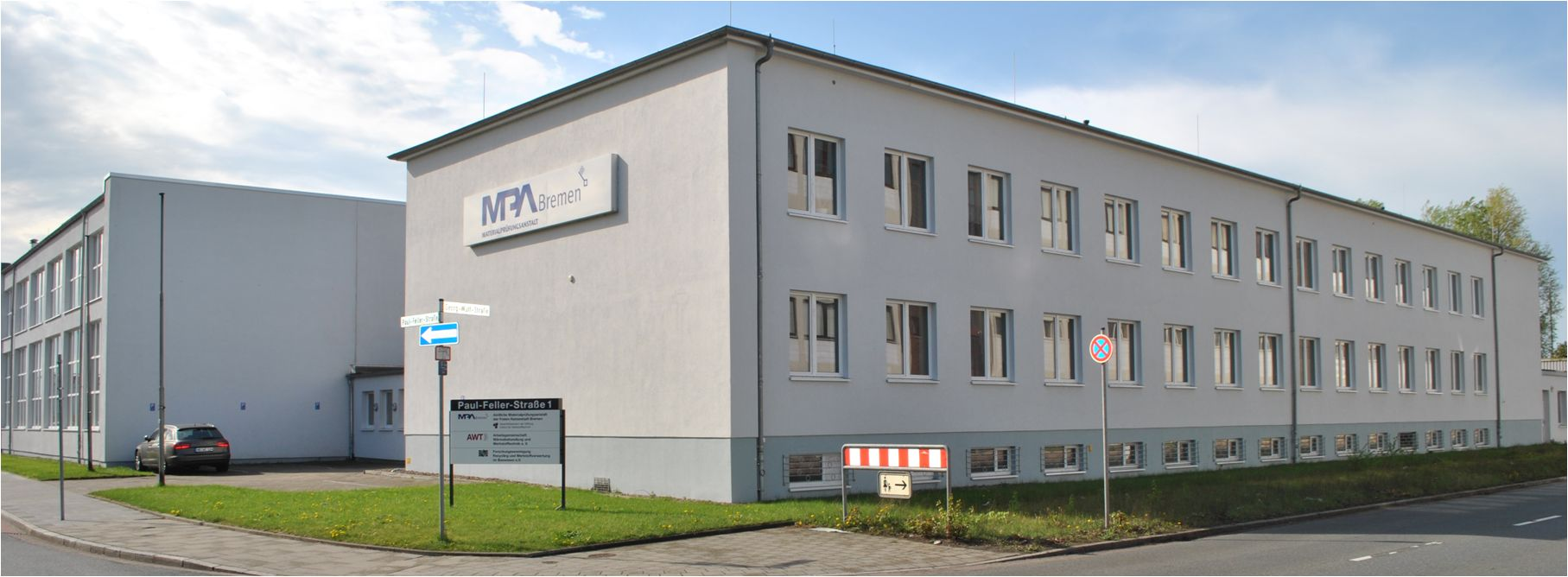
Materialprüfungsanstalt Bremen

Die Amtliche Materialprüfungsanstalt der Freien Hansestadt Bremen (MPA Bremen) ist aus dem Landesamt für Baustoffprüfung der Freien Hansestadt Bremen hervorgegangen und wurde per Erlass am 1. Januar 1987 bei der Stiftung Institut für Werkstofftechnik errichtet.
Die MPA Bremen ist seit 2018 ein Geschäftsbereich des Leibniz-Instituts für Werkstofforientierte Technologien – IWT. Sie untersteht der Aufsicht des Senators für Umwelt, Bau und Verkehr, sowie der Senatorin für Wissenschaft, Gesundheit und Verbraucherschutz der Freien Hansestadt Bremen.
Die MPA Bremen ist ein unabhängiges Prüflabor und ist Mitglied im Verband der Materialprüfungsanstalten e. V. und von der Deutschen Akkreditierungsstelle (DAkkS) akkreditiert.

## Lage
Die MPA Bremen in der Paul-Feller Straße 1 liegt im Zentrum von Bremen am linken Weserufer im Stadtteil Neustadt unweit des Bremer Flughafens.

## Geschichte
Den Ursprung bildete die Staatliche Baustoffprüfungsanstalt beim Bauhof in der Werderstraße in Bremen von 1917. Das 1927 gegründete Baustoffkundelaboratorium für Hoch- und Tiefbau in der Langemarckstraße in Bremen wurde 1942 mit der Staatlichen Baustoffprüfungsanstalt in die Baustoffprüfungsanstalt der Freien Hansestadt Bremen mit Sitz in der Langemarckstraße überführt. 1958 wurde daraus die Anstalt für Baustoffprüfung und Baugrundfragen und 1963 das Landesamt für Baustoffprüfung (LAB). Dessen Firmensitz wurde 1968 in die Paul-Feller Straße 1 verlegt. 1986 übernahm die damalige Stiftung Institut für Werkstofftechnik (IWT) die Aufgaben des ehemaligen Landesamtes für Baustoffprüfung. Durch die Ausweitung des amtlichen Prüfungsauftrag auf Metalle, wurde die Einrichtung in eine Materialprüfungsanstalt umgewandelt. Zudem konnten nun Forschungsaktivitäten durchgeführt werden. Seit dem Einrichtungserlass von 1987 trägt die MPA Bremen die heutige Bezeichnung. Die MPA Bremen umfasst drei Arbeitsbereiche: Metallische Werkstoffe, Bauwesen, Mikrobiologie.

## Aufgaben
Die MPA Bremen ist mit zwei Abteilungen und einer Arbeitsgruppe auf dem Gebiet der Werkstoff- und Baustoffprüfung sowie der Schadensanalytik tätig.
- Abteilung Metallische Werkstoffe und Bauteile: Die Abteilung Metallische Werkstoffe und Bauteile – Schadensanalyse ist in Form von Werkstoffprüfungen und Gutachten im Bereich der Werkstoffkunde für den Maschinenbau tätig. Daneben befasst sich die Abteilung mit allen metallischen Bau- und Werkstoffen.
- Abteilung Bauwesen: Die Abteilung Bauwesen ist in den Bereichen baustoffkundlicher Prüfungen, Überwachungen, Zertifizierungen und Gutachten für nahezu den gesamten Bereich des Bauwesens tätig. In der Abteilung Bauwesen betreibt die MPA Bremen eine anerkannte und notifizierte Zertifizierungsstelle für Bauprodukte. Die Zertifizierungsstelle der MPA Bremen arbeitet gemäß DIN EN ISO/IEC 17065 und ist hierfür akkreditiert.[6]
- Abteilung Baustoffmikroskopie: Die Abteilung Analytische Baustoffmikroskopie ist 1989 in der MPA als Forschungsgruppe eingerichtet worden. Kerngebiet ist die Untersuchung von Schädigungsprozessen an Bau- und Werkstoffen mit mikroanalytischen Methoden. Neben der Analytik in Schadensfällen ist ein Schwerpunkt die Konservierungsforschung in enger Zusammenarbeit mit Restauratoren, Denkmalpflegern und Architekten. Die Abteilung wurde mit dem Ausscheiden von Herbert Juling der Abteilung Bauwesen angegliedert.
- Arbeitsgruppe Mikrobiologie: Die Arbeitsgruppe Mikrobiologie widmet sich in angewandten Forschungsprojekten der grundlegenden Aufklärung von mikrobiologischen Prozessen bei der Besiedlung und Zerstörung von Werkstoffen, der Untersuchung und Analyse von mikrobiellen Schäden (Biokorrosion) an Materialien und der Entwicklung von Konzepten, derartige Schäden einzudämmen oder zu verhindern.